# Arebica
L’arebica est un alphabet dérivé de l’alphabet arabe utilisé pour écrire le bosniaque-croate-monténégrin-serbe ou plus particulièrement le bosnien. Il est principalement utilisé entre le XVe et XIXe siècles et est basé sur l’alphabet turc ottoman. Plusieurs systèmes ont été proposés ou utiliser à la fin du XIXe ou au début du xxe siècle dont notamment ceux de Omer Humo (bs), Ibrahim Edhem Berbić, Junuz Remzije Stovre, Ibrahim Smajić Seljubac, Arif Sarajli ou Mehmed Džemaludin Čaušević (en). 

## Arebica de Humo
Omer Humo (bs) a utilisé de nouvelles lettres dans l’Ilm-i hal Sehletu l-vuṣul publié en 1875, dont notamment le lām point suscrit ‹ ڶ › pour lj, le nūn trois points suscrits vers le bas pour nj et la lettre tche ‹ چ › pour c.

## Arebica de Berbić

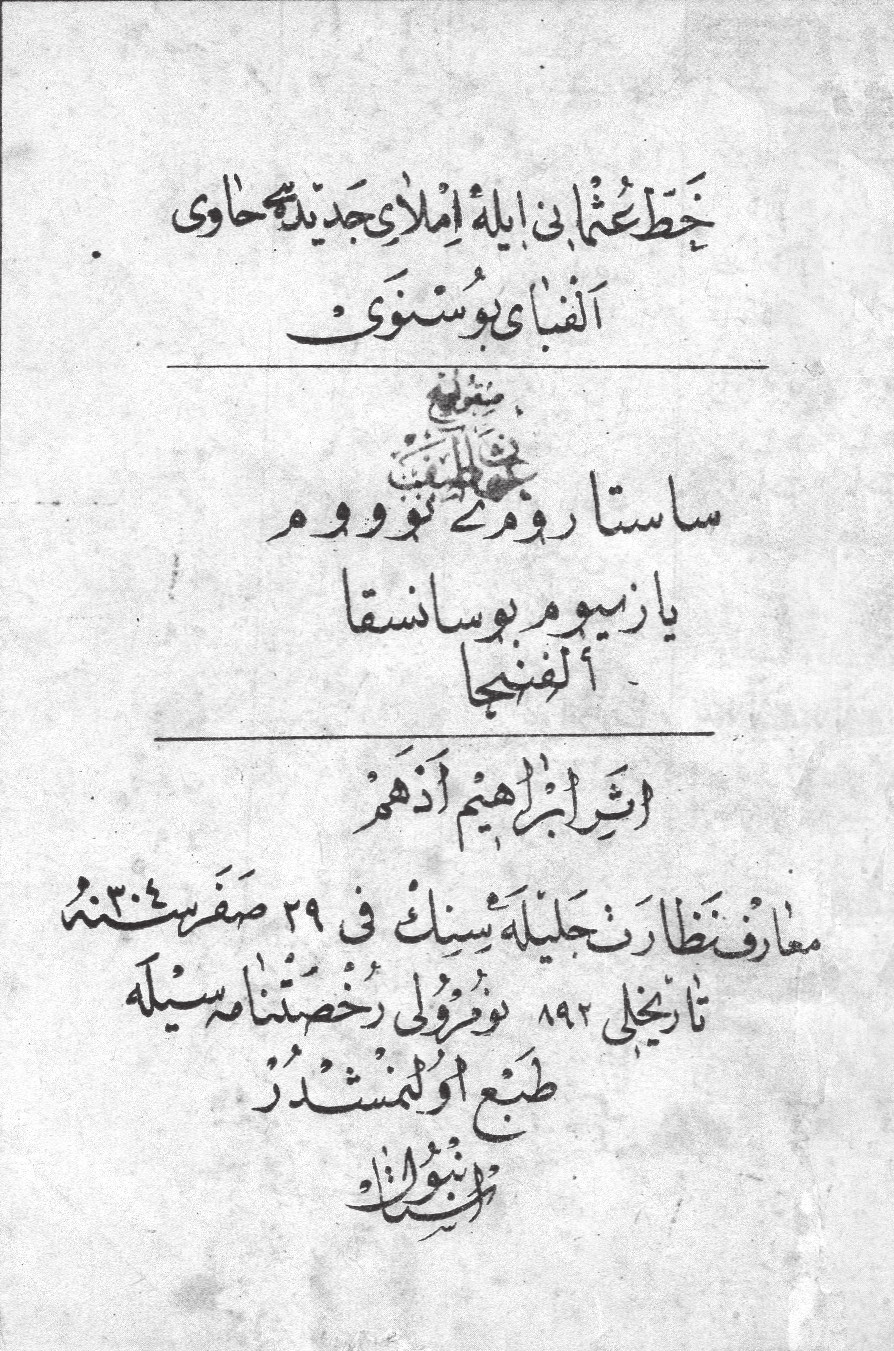
Couverture de l’abécédaire bosnien de Berbić de 1886.
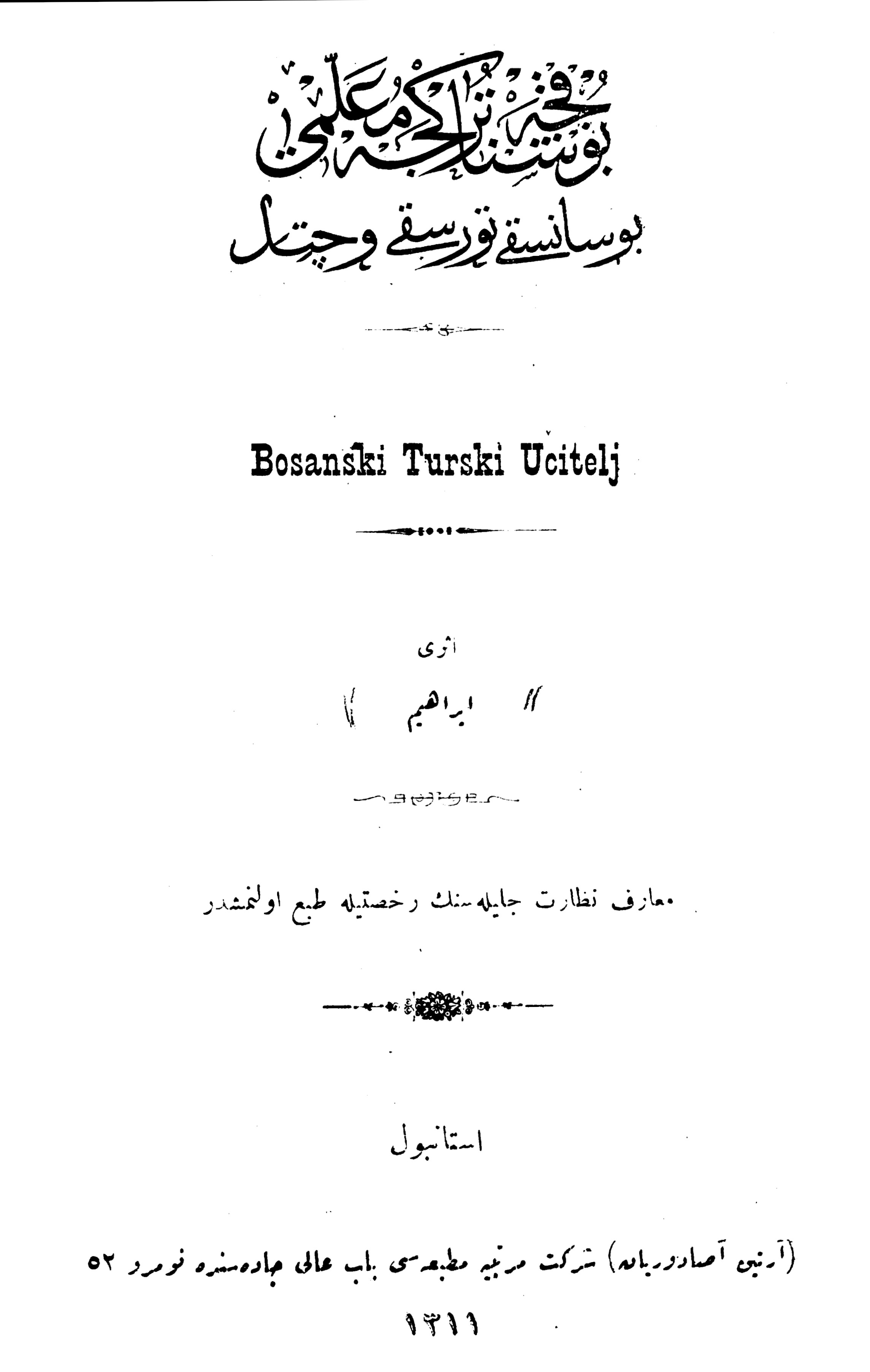
Page de titre du cours bosnien-turc de 1893.

Ibrahim Edhem Berbić a aussi publié quelques ouvrages avec un alphabet arabe adapté au bosnien : Bosanska Elifnica (Abécédaire bosnien), une lithographie publiée à Constantinople en 1886, ou Bosansko-turski učitelj (Cours bosnien-turc), imprimé à Constantinople en 1893. Berbić a notamment utilisé de nouvelles lettres comme un lām avec un crochet, un nūn avec une virgule arabe suscrite et un ḥāʾ avec une virgule arabe souscrite, ou un wāw avec un crochet souscrit et un wāw avec une barre verticale. Ces nouvelles lettres sont aussi utilisées dans un abécédaire bosnien manuscrit d’Ibrahim Užičanin (conservé à la bibliothèque national autrichienne, Cod. Mixt. 1676).
Berbić utilise aussi de nouvelles lettres pour les voyelles e et i : avec la forme d’un alif avec un crochet droit suscrit en position initiale et finale et la forme d’une lettre à dent pointant à droite pour le e, avec la forme d’un alif avec un crochet gauche souscrit en position initiale, la forme d’une lettre à dent inversée pointant à gauche en position médiane et la forme d’un croche vers la droit en position finale.

## Arebica de Seljubac
En 1900, Ibrahim Smajić Seljubac publie un abécédaire utilisant des lettres additionnelles composées d’un petit v culbuté suscrit : ḥāʾ petit v culbuté suscrit pour c, lām petit v culbuté suscrit pour lj, nūn petit v culbuté suscrit pour ń, et kāf petit v culbuté suscrit pour đ.

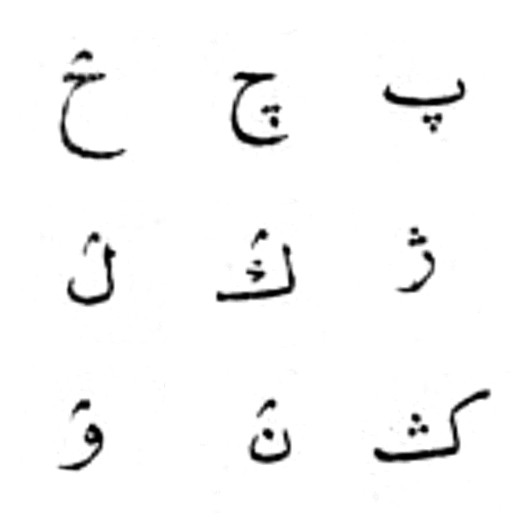
Lettres arebica de Seljubac.

## Arebica de Sarajli
Arif Sarajli a aussi utilisé un arebic avec des lettres additionnelles présentées dans Terdžuman mevludski na jezik bosanski publié en 1911. Les lettres sont le ḥāʾ trois points souscrits ‹ چ › pour c, le kāf trois points suscrits ‹ ݣ › pour nj, le lām petit v culbuté suscrit pour lj  et le wāw avec un chevron gauche.

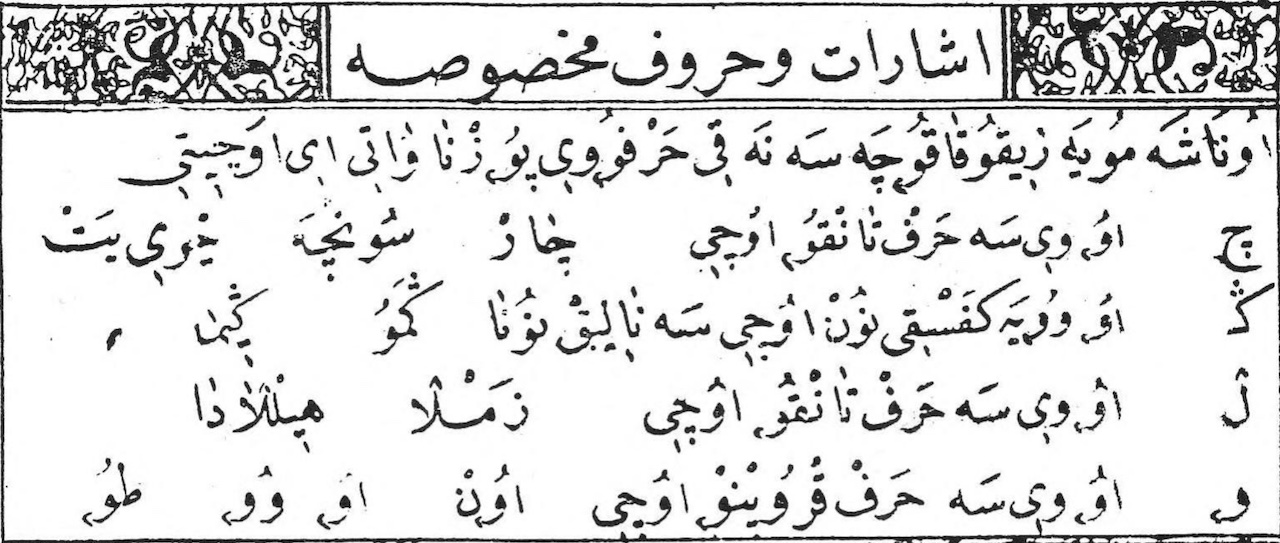
Présentation des lettres additionnels de Sarajlij (1911).

## Arebica de Čaušević
Au début du XXe siècle, Mehmed Džemaludin Čaušević (en) adapte l’arebica pour différencier les phonèmes jusqu’alors transcrit avec les mêmes lettres. L’arebica de Čaušević est utilisé dans plusieurs publications depuis 1908 jusque dans les années 1940. Il est aussi appelé matufovica, matufovača ou encore mektebica. L’arebica de Čausević a continué à être utilisé notamment dans des manuscripts non publiés et certains auteurs utilisent la lettre additionnelle ḥā petit v souscrit ‹  › pour la consonne affriquée alvéolo-palatale voisée [dʑ]. En 2005,  Amir Al-Zubi et Meliha Čičak-Al-Zubi, dans la bande dessinée Hadži Šefko i Hadži Mefko, utilisent l’arebica de Čausević, notamment avec la lettre ʿain trois points suscrits ‹ ڠ › pour la consonne [dʑ].
| Prononciation | Lettre latine | Lettre arabe                                 |
| ------------- | ------------- | -------------------------------------------- |
| [a]           | a             | ـا, آ                                        |
| [e]           | e             | ـە, اە                                       |
| [i]           | i             | ـى, اى                                       |
| [u]           | u             | ـۆ, اۆ                                       |
| [o]           | o             | ـۉ, اۉ                                       |
| [b]           | b             | ب                                            |
| [p]           | p             | پ                                            |
| [t]           | t             | ت                                            |
| [dʒ]          | dž            | ج.                                           |
| [dʑ]          | đ             | (ou ڠ chez certains auteurs)                 |
| [ts]          | c             | ڄ                                            |
| [tʃ]          | č             | چ comme en turc ottoman ;                    |
| [tɕ]          | ć             | , nouvelle lettre                            |
| [h]           | h             | ح                                            |
| [d]           | d             | د                                            |
| [r]           | r             | ر                                            |
| [z]           | z             | ز                                            |
| [ʒ]           | ž             | ژ                                            |
| [s]           | s             | س                                            |
| [ʃ]           | š             | ش                                            |
| [g]           | g             | غ                                            |
| [f]           | f             | ف                                            |
| [k]           | k             | ق                                            |
| [l]           | l             | ل                                            |
| [ʎ]           | lj            | ڵ, nouvelle lettre (aussi utilisée en kurde) |
| [m]           | m             | م                                            |
| [n]           | n             | ن                                            |
| [ɲ]           | nj            | , nouvelle lettre                            |
| [v]           | v             | و                                            |
| [j]           | j             | ـیـ, ی                                       |